# Капел-Авезат
Капел-Авезат (нід. Kapel-Avezaath) — село в нідерландській провінції Гелдерланд. Входить до муніципалітету Тіл, утім невелика його частина, декілька будинків, адміністративно відноситься до муніципалітету Бюрен.
Перша згадка про село датується 1440-им роком.

## Галерея

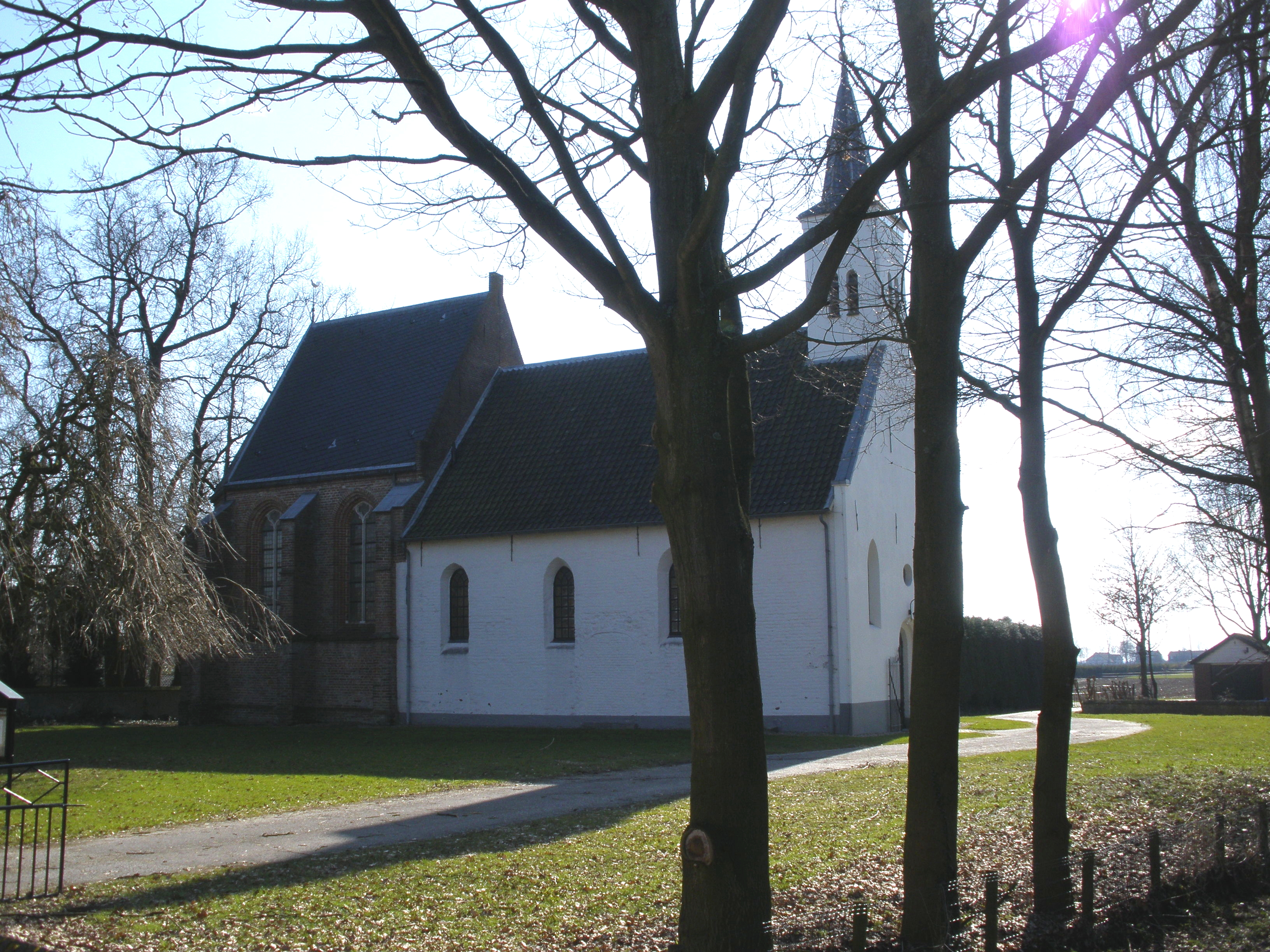
Каплиця
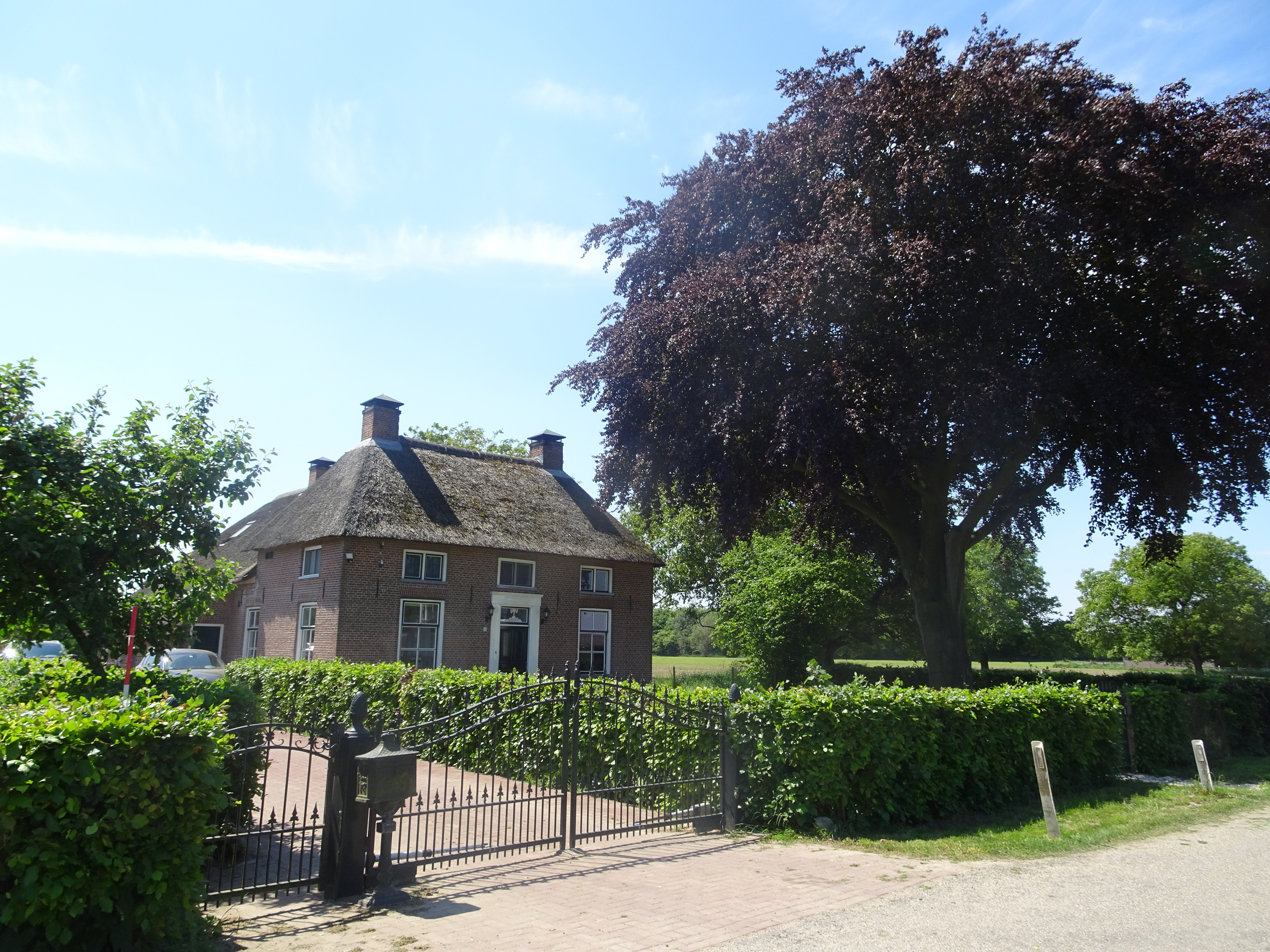
Ферма
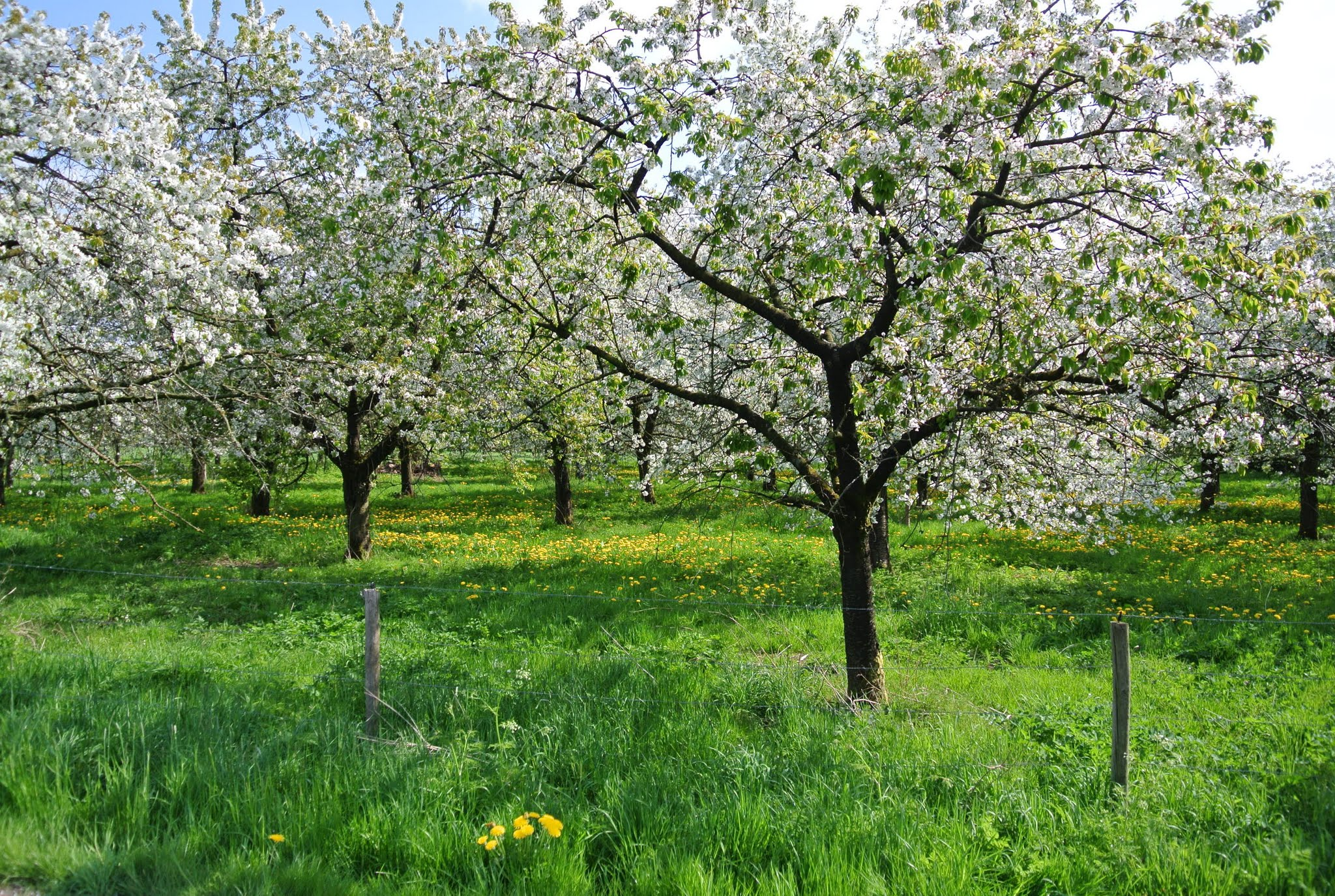
Фруктові дерева на території села